# کرمناجا
کرمناجا (به ایتالیایی: Cremenaga) یک کومونه در ایتالیا است که در استان وارزه واقع شده‌است.

## خصوصیات
کرمناجا ۴٫۶ کیلومترمربع مساحت و ۷۸۰ نفر جمعیت دارد و ۲۸۱ متر بالاتر از سطح دریا واقع شده‌است.